# Митюково (Кировская область)
Митюково — опустевшая деревня в Слободском районе Кировской области в составе Каринского сельского поселения.

## География
Находится на расстоянии примерно 14 км по прямой на юго-восток от районного центра города Слободской недалеко на восток от села Карино.

## История
Известна была с 1678 года, когда здесь (деревня Большой Погост) было учтено 6 дворов. В 1764 году отмечено татар 204, крещеных татар 7, бесермян 231 и новокрещеных бесермян 18. В 1873 году учтено дворов 89 и жителей 240 (2 мечети), в 1905 153 и 1055, в 1926 106 и 528 (татары 187), в 1950 32 и 110, в 1989 году постоянных жителей уже не учтено.

## Население
Постоянное население не было учтено как в 2002 году, так и в 2010.